# Ярославское княжество
Яросла́вское кня́жество — русское княжество с центром в городе Ярославле. Существовало в 1218—1463 годах (номинально до 1471). Удельное княжество в составе Владимиро-Суздальского до середины XIV века, затем великое княжество.

## История

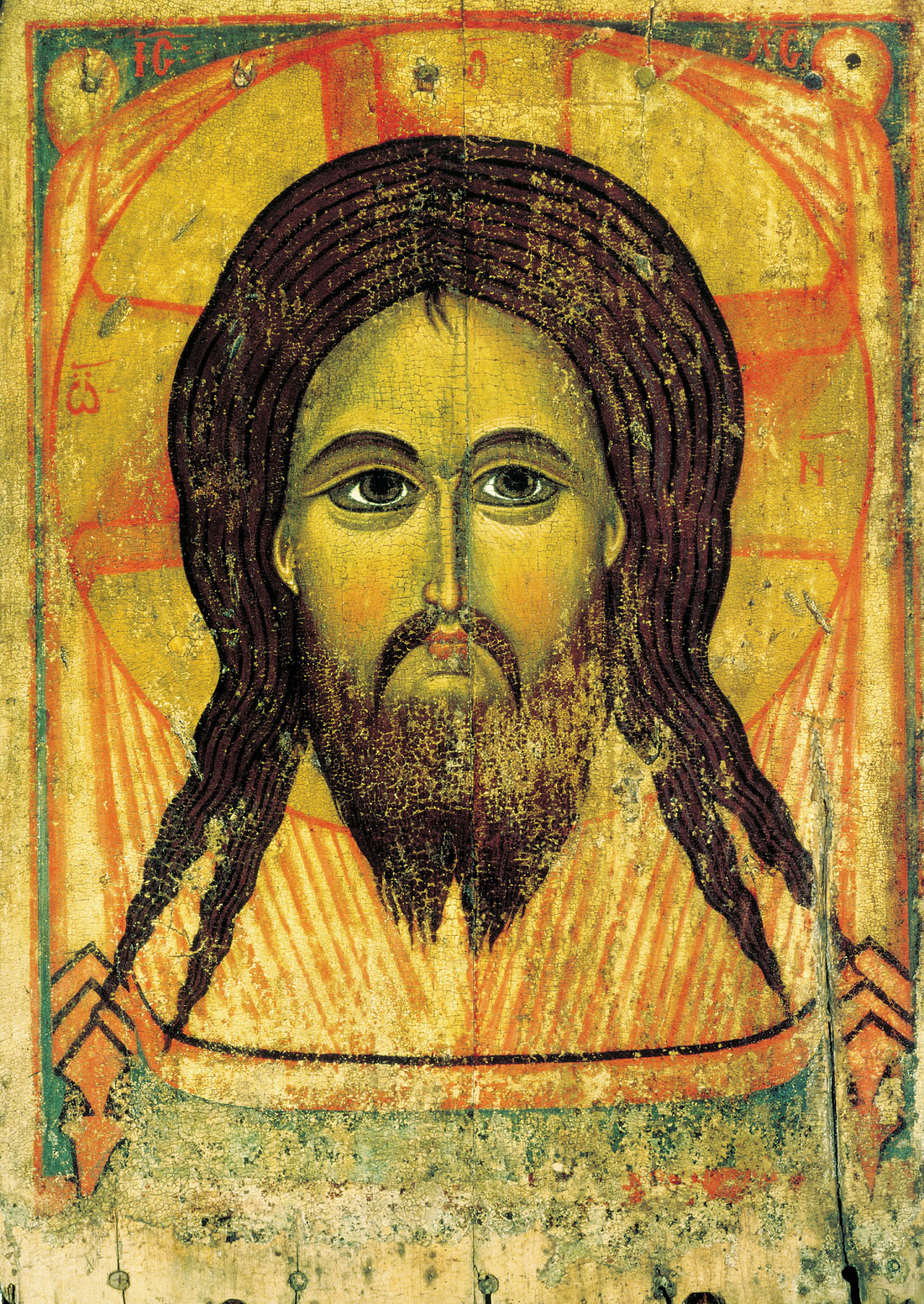
«Спас Нерукотворный» — предположительно, боевой стяг первых ярославских князей

Выделилось из Ростовского княжества после разделения земель между сыновьями князя Константина Всеволодовича. Всеволоду Константиновичу достались земли по берегам реки Волги вокруг Ярославля и её притоков Мологи, Юхоти, Сити, Ухры, части нижнего течения Шексны и Кубенскому озеру. 

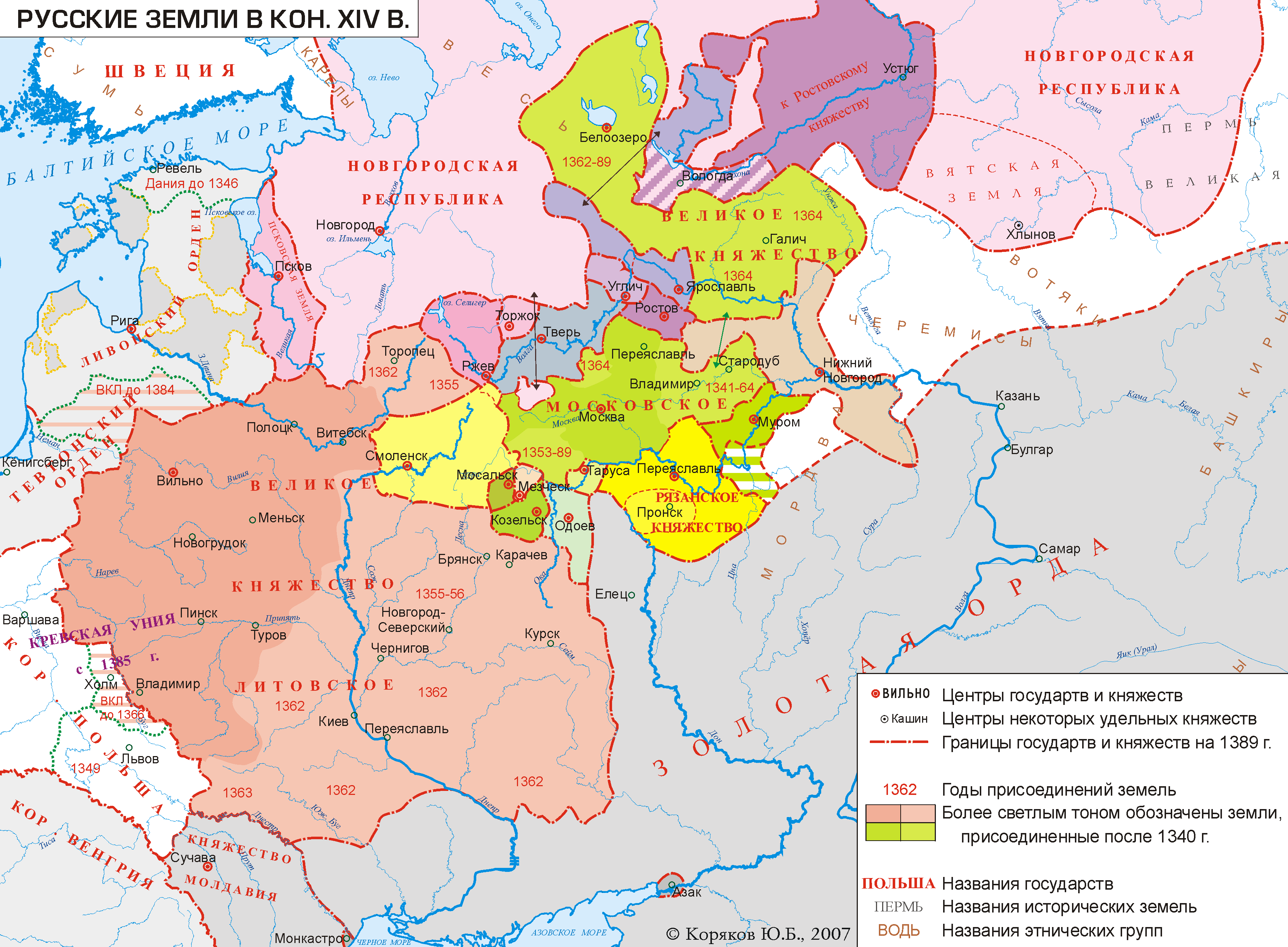
Русские земли в 1389 году

Во время татаро-монгольского нашествия в 1238 году Ярославль был разграблен. В результате битвы на реке Сить войска княжеств Северо-Восточной Руси, в том числе и Ярославского, были полностью разбиты, князь Всеволод погиб. Ярославское княжество, как и вся Северо-Восточная Русь попала в зависимость от монголо-татар. В 1262 году в Северо-Восточной Руси произошло восстание против монгольских сборщиков дани. Татары и их приспешники были перебиты. Карательный поход удалось предотвратить отправившемуся в Золотую Орду великому князю владимирскому Александру Невскому. 

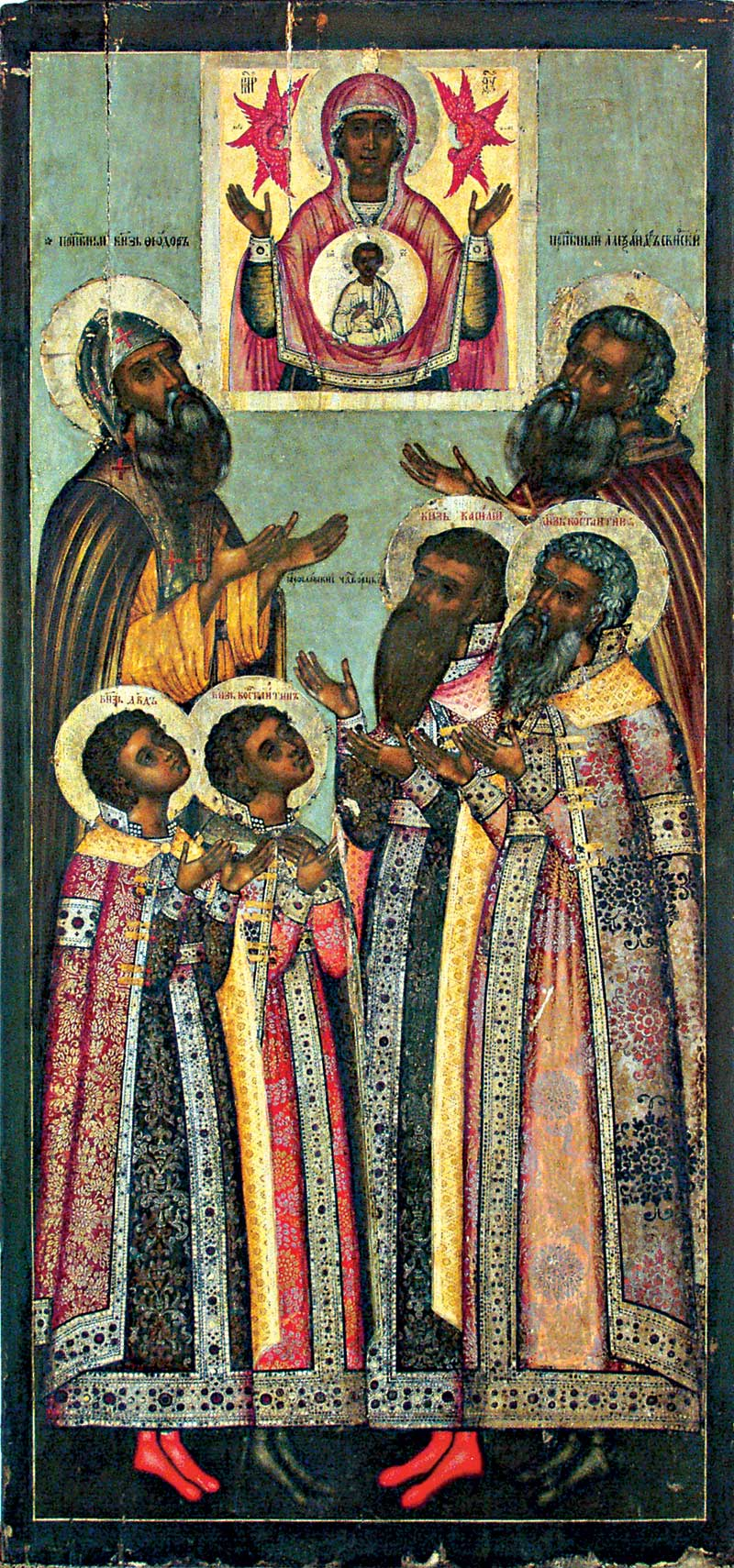
Икона «Избранные святые в молении перед иконой Богоматери Знамение (ярославские чудотворцы князья Феодор, Давид, Константин, Василий и Константин, и преподобный Александр Свирский)», конец XVII — начало XVIII вв.

В княжестве последовательно правили сыновья Всеволода Константиновича — Василий (род. не ранее 1228 — ум. 1249) и Константин (род. незадолго до гибели отца). Первая династия ярославских князей продолжалась недолго. 3 июля 1257 года, не известно по какой причине — то ли чтоб выгнать татар из города, то ли чтоб не впустить их туда, под Ярославлем на холме, названном потом Туговой горой, произошла легендарная битва, унёсшая жизни многих людей, в том числе и князя. В дальнейшем ордынцы разоряли Ярославль в 1293 и 1322 году.
После Константина наследников мужского пола не осталось, престол переходит к малолетней дочери князя Василия — Анастасии при неформальном регентстве её матери Ксении. В 1261 году Анастасия выходит замуж за Фёдора Ростиславича Чёрного, сына смоленского князя. После смерти Анастасии в 1294 году и получения её мужем ханского ярлыка управление княжеством полностью переходит к нему. Фёдору приходилось часто бывать в Золотой Орде, участвовать в монгольских походах; вторым браком он был женат на ханской дочери (в крещении — Анна) — от них и началась вторая династия. В 1278 году в княжестве случается эпидемия и мор, а в 1298 — засуха и голод. С 1299 по 1321 в княжестве правил сын Фёдора и Анны — Давид в соправлении с братом Константином. После них престол наследовал Василий Давидович Грозные Очи. Он был женат на дочери Ивана Калиты и даже претендовал на великое московское княжение после его смерти. Чтобы подчеркнуть независимость от Ростовской земли и других русских князей, Василий именовался великим князем.
Со времени правления Василия началось выделение более мелких земель. Ярославские князья, собственно занимавшие Ярославль, стали называться, по отношению к князьям мелких уделов, великими. Многие из князей ярославских, занимавшие уделы, не назывались удельными по своим уделам, по мелкоте и бедности последних, а носили родовое название ярославских. У Василия Давидовича было три сына — Василий, Глеб и Роман. Правили ли Глеб и Роман неизвестно, Василий Васильевич правил с 1345 по 1380 годы. Он активно сотрудничал с Москвой, особенно против Твери, в Куликовской битве 1380 года он командовал полком левой руки. После Василия Васильевича последовательно правили его сыновья Иван Васильевич и Фёдор Васильевич.
Последним ярославским князем стал Александр Фёдорович Брюхатый. В междоусобных войнах второй четверти XV века за великое княжение Александр Фёдорович, как и его отец, поддерживал Василия II в борьбе с его противниками. В ходе этого конфликта Ярославль был разграблен в 1433 году, неприятель неудачно подходил к городу и в 1436. В 1463 году Александр был вынужден продать права на княжество следующему великому князю московскому Ивану III, для управления был назначен наместник из Москвы — боярин Иван Васильевич Стрига-Оболенский, но Александр Фёдорович номинально оставался князем ярославским и проживал в городе до самой своей смерти в 1471 году, ему, единственному из всех удельных князей, было оставлено право чеканки собственной монеты.

## Уделы и выделившиеся княжества
- Моложское княжество (ок. 1325—1450)
  - Шуморовское княжество (ок. 1365—1420)
  - Прозоровское княжество (ок. 1408—1460)
  - Сицкое княжество (ок. 1408—1460)
- Романовское княжество (1345—?)
  - Кубенское княжество (?-1447)
  - Шехонское княжество (ок. 1410—1460)
  - Ухорское княжество (ок. 1420—1470)
- Шекснинское княжество (ок. 1350—1480)
- Новленское княжество (ок. 1400—1470)
- Заозерское княжество (ок. 1400—1447)
- Курбское княжество (ок. 1425—1455)